# We Are the Heroes
«We Are the Heroes» — пісня білоруського гурту «Litesound», з якою він представляв Білорусь на пісенному конкурсі Євробачення 2012 в Баку. За результатами другого півфіналу, який відбувся 24 травня, композиція не пройшла до фіналу.